# یخچال شه سفید
یخچال شه سفید مربوط به سده‌های متأخر دوران‌های تاریخی پس از اسلام است و در شهرستان گرمسار، بخش مرکزی، دهستان حومه، روستای شه سفید بعد از روستا سمت راست واقع شده و این اثر در تاریخ ۲۲ آبان ۱۳۸۶ با شمارهٔ ثبت ۲۰۱۶۴ به‌عنوان یکی از آثار ملی ایران به ثبت رسیده است.